# Canton de la Vallée Dordogne
Le canton de la Vallée Dordogne est une circonscription électorale française, située dans le département de la Dordogne, en région Nouvelle-Aquitaine.

## Histoire
Le canton de la Vallée Dordogne est une création issue de la réforme de 2014 définie par le décret du 21 février 2014. Il entre en vigueur à l'occasion des élections départementales de mars 2015.

## Géographie
Ce canton est organisé autour de Saint-Cyprien et Belvès dans l'arrondissement de Sarlat-la-Canéda. Son altitude varie de 45 m (Coux-et-Bigaroque, Marnac et Mouzens) à 345 m (Besse et Campagnac-lès-Quercy).

## Représentation
| Période élective | Période élective | Mandat | Mandat   | Identité                | Nuance | Nuance | Qualité |
| ---------------- | ---------------- | ------ | -------- | ----------------------- | ------ | ------ | --- |
| 2015             | 2021             | 2015   | 2021     | Germinal Peiro          |        | PS     | Ancien instituteur Député (1997-2017) Président du Conseil départemental de la Dordogne Ancien conseiller général du canton de Domme |
| 2015             | 2021             | 2015   | 2021     | Brigitte Pistolozzi     |        | PS     | Dirigeante de société Maire de Saint-Amand-de-Belvès (2003-2015)                                                                     |
| 2021             | 2028             | 2021   | en cours | Patricia Lafon-Gauthier |        | PS     | Conseillère municipale de Pays-de-Belvès                                                                                             |
| 2021             | 2028             | 2021   | en cours | Germinal Peiro          |        | PS     | Conseiller sortant, Président du conseil départemental                                                                               |

### Résultats détaillés

#### Élections de mars 2015
À l'issue du premier tour des élections départementales de 2015, deux binômes sont en ballotage : Germinal Peiro et Brigitte Pistolozzi (PS, 46,49 %) et Jean-Pierre Bouchard et Marie Praderie (Union de la droite, 23,23 %). Le taux de participation est de 61,61 % (8 775 votants sur 14 243 inscrits) contre 60,04 % au niveau départemental et 50,17 % au niveau national.
Au second tour, Germinal Peiro et Brigitte Pistolozzi (PS) sont élus avec 62,16 % des suffrages exprimés et un taux de participation de 60,84 % (4 827 voix pour 8 665 votants et 14 243 inscrits).

#### Élections de juin 2021
Le premier tour des élections départementales de 2021 est marqué par un très faible taux de participation (33,26 % au niveau national). Dans le canton de la Vallée Dordogne, ce taux de participation est de 44,23 % (6 241 votants sur 14 111 inscrits) contre 40,86 % au niveau départemental. À l'issue de ce premier tour,  le binôme constitué de Patricia Lafon-Gauthier et Germinal Peiro (PS), est élu avec 64,96 % des suffrages exprimés.

## Composition
Lors de sa création, le canton de la Vallée Dordogne se compose de quarante-sept communes. Par rapport aux anciens cantons, il associe uniquement des communes de l'arrondissement de Sarlat-la-Canéda (les quatorze communes du canton de Belvès, les quatorze du canton de Domme, dix du canton de Saint-Cyprien, et les neuf du canton de Villefranche-du-Périgord). Le bureau centralisateur est celui de Saint-Cyprien.
À la suite de la fusion au 1er janvier 2016 des communes de Belvès et Saint-Amand-de-Belvès pour former la commune nouvelle de Pays de Belvès, d'une part, et, d'autre part, des communes de Coux-et-Bigaroque et Mouzens pour former la commune nouvelle de Coux et Bigaroque-Mouzens, il est désormais constitué de quarante-cinq communes.
Au 1er janvier 2017, la commune nouvelle de Castels et Bézenac est créée par la fusion des communes de Bézenac et Castels,. Le nombre de communes baisse à quarante-quatre.
| Nom                                   | Code Insee | Intercommunalité                          | Superficie (km2) | Population (dernière pop. légale) | Densité (hab./km2) | Modifier                                    |
| ------------------------------------- | ---------- | ----------------------------------------- | ---------------- | --------------------------------- | ------------------ | ------------------------------------------- |
| Saint-Cyprien (bureau centralisateur) | 24396      | CC Vallée de la Dordogne et Forêt Bessède | 21,50            | 1 566 (2022)                      | 73                 | modifier les données · modifier les données |
| Allas-les-Mines                       | 24006      | CC Vallée de la Dordogne et Forêt Bessède | 7,04             | 195 (2022)                        | 28                 | modifier les données · modifier les données |
| Audrix                                | 24015      | CC de la Vallée de l'Homme                | 6,22             | 272 (2022)                        | 44                 | modifier les données · modifier les données |
| Berbiguières                          | 24036      | CC Vallée de la Dordogne et Forêt Bessède | 5,35             | 178 (2022)                        | 33                 | modifier les données · modifier les données |
| Besse                                 | 24039      | CC de Domme-Villefranche du Périgord      | 16,20            | 153 (2022)                        | 9,4                | modifier les données · modifier les données |
| Bouzic                                | 24063      | CC de Domme-Villefranche du Périgord      | 11,76            | 154 (2022)                        | 13                 | modifier les données · modifier les données |
| Campagnac-lès-Quercy                  | 24075      | CC de Domme-Villefranche du Périgord      | 19,67            | 324 (2022)                        | 16                 | modifier les données · modifier les données |
| Carves                                | 24084      | CC Vallée de la Dordogne et Forêt Bessède | 10,13            | 101 (2022)                        | 10,0               | modifier les données · modifier les données |
| Castelnaud-la-Chapelle                | 24086      | CC de Domme-Villefranche du Périgord      | 20,88            | 449 (2022)                        | 22                 | modifier les données · modifier les données |
| Castels et Bézenac                    | 24087      | CC Vallée de la Dordogne et Forêt Bessède | 23,76            | 805 (2022)                        | 34                 | modifier les données · modifier les données |
| Cénac-et-Saint-Julien                 | 24091      | CC de Domme-Villefranche du Périgord      | 19,87            | 1 189 (2022)                      | 60                 | modifier les données · modifier les données |
| Cladech                               | 24122      | CC Vallée de la Dordogne et Forêt Bessède | 5,49             | 87 (2022)                         | 16                 | modifier les données · modifier les données |
| Coux et Bigaroque-Mouzens             | 24142      | CC Vallée de la Dordogne et Forêt Bessède | 27,47            | 1 234 (2022)                      | 45                 | modifier les données · modifier les données |
| Daglan                                | 24150      | CC de Domme-Villefranche du Périgord      | 19,96            | 556 (2022)                        | 28                 | modifier les données · modifier les données |
| Doissat                               | 24151      | CC Vallée de la Dordogne et Forêt Bessède | 15,30            | 101 (2022)                        | 6,6                | modifier les données · modifier les données |
| Domme                                 | 24152      | CC de Domme-Villefranche du Périgord      | 24,91            | 901 (2022)                        | 36                 | modifier les données · modifier les données |
| Florimont-Gaumier                     | 24184      | CC de Domme-Villefranche du Périgord      | 9,05             | 163 (2022)                        | 18                 | modifier les données · modifier les données |
| Grives                                | 24206      | CC Vallée de la Dordogne et Forêt Bessède | 8,12             | 106 (2022)                        | 13                 | modifier les données · modifier les données |
| Groléjac                              | 24207      | CC de Domme-Villefranche du Périgord      | 12,28            | 675 (2022)                        | 55                 | modifier les données · modifier les données |
| Larzac                                | 24230      | CC Vallée de la Dordogne et Forêt Bessède | 6,78             | 148 (2022)                        | 22                 | modifier les données · modifier les données |
| Lavaur                                | 24232      | CC de Domme-Villefranche du Périgord      | 9,00             | 81 (2022)                         | 9,0                | modifier les données · modifier les données |
| Loubejac                              | 24245      | CC de Domme-Villefranche du Périgord      | 18,55            | 256 (2022)                        | 14                 | modifier les données · modifier les données |
| Marnac                                | 24254      | CC Vallée de la Dordogne et Forêt Bessède | 7,92             | 179 (2022)                        | 23                 | modifier les données · modifier les données |
| Mazeyrolles                           | 24263      | CC de Domme-Villefranche du Périgord      | 29,65            | 305 (2022)                        | 10                 | modifier les données · modifier les données |
| Meyrals                               | 24268      | CC Vallée de la Dordogne et Forêt Bessède | 18,16            | 710 (2022)                        | 39                 | modifier les données · modifier les données |
| Monplaisant                           | 24293      | CC Vallée de la Dordogne et Forêt Bessède | 5,56             | 268 (2022)                        | 48                 | modifier les données · modifier les données |
| Nabirat                               | 24300      | CC de Domme-Villefranche du Périgord      | 16,25            | 350 (2022)                        | 22                 | modifier les données · modifier les données |
| Orliac                                | 24313      | CC de Domme-Villefranche du Périgord      | 10,54            | 45 (2022)                         | 4,3                | modifier les données · modifier les données |
| Pays de Belvès                        | 24035      | CC Vallée de la Dordogne et Forêt Bessède | 30,72            | 1 310 (2022)                      | 43                 | modifier les données · modifier les données |
| Prats-du-Périgord                     | 24337      | CC de Domme-Villefranche du Périgord      | 10,99            | 144 (2022)                        | 13                 | modifier les données · modifier les données |
| Sagelat                               | 24360      | CC Vallée de la Dordogne et Forêt Bessède | 7,57             | 317 (2022)                        | 42                 | modifier les données · modifier les données |
| Saint-Aubin-de-Nabirat                | 24375      | CC de Domme-Villefranche du Périgord      | 6,49             | 157 (2022)                        | 24                 | modifier les données · modifier les données |
| Saint-Cernin-de-l'Herm                | 24386      | CC de Domme-Villefranche du Périgord      | 16,25            | 195 (2022)                        | 12                 | modifier les données · modifier les données |
| Saint-Cybranet                        | 24395      | CC de Domme-Villefranche du Périgord      | 10,33            | 373 (2022)                        | 36                 | modifier les données · modifier les données |
| Saint-Germain-de-Belvès               | 24416      | CC Vallée de la Dordogne et Forêt Bessède | 7,19             | 176 (2022)                        | 24                 | modifier les données · modifier les données |
| Saint-Laurent-la-Vallée               | 24438      | CC de Domme-Villefranche du Périgord      | 15,07            | 235 (2022)                        | 16                 | modifier les données · modifier les données |
| Saint-Martial-de-Nabirat              | 24450      | CC de Domme-Villefranche du Périgord      | 15,57            | 578 (2022)                        | 37                 | modifier les données · modifier les données |
| Saint-Pardoux-et-Vielvic              | 24478      | CC Vallée de la Dordogne et Forêt Bessède | 14,23            | 187 (2022)                        | 13                 | modifier les données · modifier les données |
| Saint-Pompon                          | 24488      | CC de Domme-Villefranche du Périgord      | 27,40            | 363 (2022)                        | 13                 | modifier les données · modifier les données |
| Sainte-Foy-de-Belvès                  | 24406      | CC Vallée de la Dordogne et Forêt Bessède | 7,41             | 141 (2022)                        | 19                 | modifier les données · modifier les données |
| Salles-de-Belvès                      | 24517      | CC Vallée de la Dordogne et Forêt Bessède | 8,76             | 77 (2022)                         | 8,8                | modifier les données · modifier les données |
| Siorac-en-Périgord                    | 24538      | CC Vallée de la Dordogne et Forêt Bessède | 11,77            | 1 079 (2022)                      | 92                 | modifier les données · modifier les données |
| Veyrines-de-Domme                     | 24575      | CC de Domme-Villefranche du Périgord      | 11,44            | 235 (2022)                        | 21                 | modifier les données · modifier les données |
| Villefranche-du-Périgord              | 24585      | CC de Domme-Villefranche du Périgord      | 24,50            | 671 (2022)                        | 27                 | modifier les données · modifier les données |
| Canton de la Vallée Dordogne          | 2423       |                                           | 633,06           | 17 789 (2022)                     | 28                 | modifier les données                        |

## Démographie
En 2022, le canton comptait 17 789 habitants, en évolution de −1,68 % par rapport à 2016 (Dordogne : +0,37 %, France hors Mayotte : +2,11 %).
| 2013   | 2018   | 2022   |
| ------ | ------ | ------ |
| 18 183 | 17 865 | 17 789 |